# Eparchie uvarovská
Eparchie Uvarovo je eparchie ruské pravoslavné církve nacházející se v Rusku.

## Území a titul biskupa
Zahrnuje správní hranice území Gavrilovského, Žerděvského, Inžavinského, Kirsanovského, Mučkapského, Ržaksinského, Uvarovského a Umjotského rajónu Tambovské oblasti.
Eparchiálnímu biskupovi náleží titul biskup uvarovský a kirsanovský.

## Historie
Eparchie byla zřízena rozhodnutím Svatého synodu dne 26. prosince 2012, a to z části území tambovské eparchie. Stala se součástí nově vzniklé tambovské metropole. Prvním biskupem Eparchie se stal klerik rjazaňské eparchie igumen Ignatij (Rumjancev).

## Seznam biskupů
- od 2013 Ignatij (Rumjancev)